# Джурджулещ
Джурджулещ (на молдовски: Giurgiulești, Ӂурӂулешть, на руски: Джурджулешты; на украински: Джурджулешти) е село в югозападната част на Молдова, на границата с Румъния и Украйна. Селото е разположено близо до вливането на река Прут в Дунав. Влиза в състава на Кахулския район. Има население от 2979 души (2008).
В близост до Джурджулещ е най-южната точка на Република Молдова. Тук се намира и единственото ѝ дунавско пристанище, което ѝ осигурява достъп до дунавските, а оттам и до черноморските пристанища. Това се случва след споразумение с Украйна, сключено през 1999 година, според което на Молдова са ѝ отстъпени около 480 метра от дунавския бряг, за сметка на преотстъпен контрол на Украйна над главното шосе от Измаил за Одеса в района на молдовското село Паланка.
През 1996 Молдова започва да изгражда нефтен терминал, който е завършен през 2006. През следващата година в Джурджулещ започва строителството и на товарен и пътнически терминал, които са въведени в експлоатация през 2009 г.